# 相澤直人
相澤 直人（あいざわ なおと、1978年7月28日 - ）は、日本の作曲家、編曲家、合唱指揮者。東京都町田市出身。日本合唱指揮者協会副理事長、東京都合唱連盟副理事長、全日本合唱連盟東京支部副支部長。東京藝術大学・洗足学園音楽大学講師、アイザワノーツ合同会社代表。

## 略歴
4歳からピアノを始め、才能教育研究会のピアノ研究科を12歳で修了。東京都立八王子東高等学校在学中に入部していたコーラス部で合唱を経験したことで、音楽家を志すようになる。東京芸術大学では8年間をかけて作曲科・指揮科の双方に在学（作曲科を5年で卒業、指揮科を3年時に病気中退）し、甲状腺の治療、療養後の2007年より独立。自身が常任指揮者を務める「あい混声合唱団」「女声合唱団 ゆめの缶詰」「AZsingers」を始め、様々な合唱団で指揮者を務める。
作曲家として、混声合唱と女声合唱を中心に現在までに100曲近くを作成しており、合唱曲集も多数刊行している。また、編曲家として、2013年度NHK全国学校音楽コンクールの中学校の部の課題曲 『友 〜旅立ちの時〜』（作詞・作曲：北川悠仁）の編曲を担当した。
2019年1月、「合唱音楽の裾野拡大と普及啓発活動」を理念とし、各種セミナーやレッスンの開催、アーティストの育成を行う合同会社「アイザワノーツ」を設立。

## 作品

### 混声合唱
- さくらももこの詩による無伴奏混声合唱曲集「ぜんぶ ここに」（詩：さくらももこ、音楽之友社、2011年）
- 立原道造の詩による3つの心象 （詩：立原道造、教育芸術社）
- 混声合唱アルバム「歌われて」（詩：谷川俊太郎、カワイ出版 、2012年）
- 混声合唱アルバム「私の窓から」（詩：みなづきみのり、カワイ出版、2013年）
- 混声合唱アルバム「風にのれ、僕らよ」（詩：みなづきみのり、カワイ出版、2013年）
- 混声合唱アルバム「なんとなく、青空」（詩：工藤直子、カワイ出版、2014年）
- 混声合唱とピアノのための組曲「どこかで朝が」（詩：谷川俊太郎、音楽之友社、2014年）
- 混声合唱アルバム「小さな愛、4色」（詩：みなづきみのり、カワイ出版、2014年）
- 混声合唱のためのメタモルフォーゼ「詩ふたつ」（詩：長田弘、カワイ出版 、2015年）
- 混声合唱アルバム「思い出のアルバム」（カワイ出版、2015年）
- 相澤直人ア、カペラ作品選集 混声篇（カワイ出版、2015年）
- Missa minima (Missa No.2) for Mixed Chorus a cappella（パナムジカ出版 、2017年）
- 混声合唱アルバム「天使、まだ手探りしている」（詩：谷川俊太郎、カワイ出版、2017年）
- 混声合唱とピアノのための「いのちの朝に」（詩：栗原寛、カワイ出版、2017年）
- 混声合唱アルバム「虹をみつけた」 （詩：みなづきみのり、カワイ出版 、2018年）
- Gloria（四人の作曲家による連作ミサ曲『深き淵より』、カワイ出版、2018年）
- さくらももこの詩による無伴奏混声合唱曲集「ぜんぶ ここに2」（詩：さくらももこ、音楽之友社、2019年）
- 混声合唱とピアノのための「僕らのカレークエスト」（詩、脚本：みなづきみのり）
- 混声合唱アルバム「黒い瞳～ロシア、ウクライナの熱情」

### 女声合唱
- さくらももこの詩による女声合唱曲集「ぜんぶ ここに」（詩：さくらももこ、音楽之友社、2012年）
- 女声合唱アルバム「やかもち抒情」（和歌：大伴家持、カワイ出版、2014年）
- 女声合唱アルバム「窓よりゆめを」（短歌：栗原寛）
- 女声合唱アルバム「みえない手紙」（詩：工藤直子、カワイ出版、2015年）
- 相澤直人ア、カペラ作品選集 女声篇（カワイ出版、2015年）
- 女声合唱アルバム「誰にもいわずに」（詩：金子みすゞ、カワイ出版、2016年）
- 女声合唱アルバム「くじけな」（詩：枡野浩一、カワイ出版、2016年）
- 女声合唱アルバム「5つの小さな愛のうた」（詩：みなづきみのり、カワイ出版、2018年）
- 無伴奏女声合唱のための「4つの憧憬」（詩：柴沢真也、谷川俊太郎）

### 男声合唱
- さくらももこの詩による男声合唱曲集「ぜんぶ ここに」（詩：さくらももこ、音楽之友社、2017年）
- 男声合唱アルバム「ペルホネンのレター」（詩：ミナ・ペルホネン、カワイ出版、2018年）

### その他
- 「友 ～旅立ちの時～」（作詞・作曲：北川悠仁、編曲：相澤直人、2013年） - 第80回NHK全国学校音楽コンクール 中学校の部課題曲
- 「知るや君」（詩：島崎藤村、パナムジカ出版、2018年） - 第1回東京国際合唱コンクール ユース部門課題曲
- ア、カペラ2声で歌う 相澤直人編曲による日本のうた（ヤマハ・ミュージック・メディア、2018年）
- 香取市立山田小学校校歌
- 美浦村立美浦小学校校歌

## 著作
- 合唱エクササイズ アンサンブル編（カワイ出版、既刊3巻、2013年～2014年）
- 合唱エクササイズ 指揮編（カワイ出版、名島啓太との共著、既刊2巻、2015年）
- 合唱エクササイズ ニュアンス編（カワイ出版、既刊1巻、2018年）
- 必ず役立つ合唱の本 ボイストレーニングと身体の使い方編（北條加奈 著、2017年） - 監修として参加